# بيتر فيتزجيرالد (ممثل)
بيتر فيتزجيرالد (بالإنجليزية: Peter Fitzgerald)‏ هو ممثل أمريكي، ولد في 17 نوفمبر 1962 بمقاطعة أورانج في الولايات المتحدة.

## وصلات خارجية
- بيتر فيتزجيرالد على موقع IMDb (الإنجليزية)
- بيتر فيتزجيرالد على موقع ألو سيني (الفرنسية)
- بيتر فيتزجيرالد على موقع أول موفي (الإنجليزية)
- بيتر فيتزجيرالد على موقع أول موفي (الإنجليزية)
- بيتر فيتزجيرالد على موقع قاعدة بيانات الفيلم (الإنجليزية)
- بيتر فيتزجيرالد على موقع كينوبويسك (الروسية)